# Justizamt Sandersleben
Das Justizamt Sandersleben war bis 1850 eine Gerichts- und Verwaltungseinheit im Herzogtum Anhalt-Dessau mit Sitz in Sandersleben.

## Geschichte
Das Justizamt entsprach im Umfang dem bisherigen Amt Sandersleben. Ab 1819 wurden die landesherrlichen Verwaltungs- und Gerichtseinheiten in Anhalt-Dessau einheitlich Justizamt genannt. Es umfasste die Stadt Sandersleben, fünf Pfarrdörfer, ein Kirchdorf und ein Dorf ohne Kirche mit 872 Häusern und 4825 Einwohnern (1818). Die Dörfer waren Freckleben, Drohndorf, Mehringen, Klein Schierstedt (dessauischer Anteil), Schackstedt, Schackenthal, das Vorwerk Roda und Unterwiederstedt.
Das Justizamt war sowohl Gericht erster Instanz als auch Verwaltungsbehörde. Als Appellationsgericht diente die herzogliche Regierung in Dessau.

## Neuorganisation 1849/50
Mit der Märzrevolution war eine umfassende Verwaltungs- und Justizreform verbunden. Die Trennung der Rechtsprechung von der Verwaltung wurde eingeführt und die Patrimonialgerichte abgeschafft. Die Verwaltungsaufgaben übernahmen die Kreisdirektionen und die Gerichtsfunktionen die Kreisgerichte und Kreisgerichtskommissionen. Für die Justiz entstand so das Kreisgericht Köthen mit einer Kreisgerichtskommission in Sandersleben. Dieses war dem Oberlandesgericht Dessau in zweiter und Oberappellationsgericht Jena letzter Instanz übergeordnet. Die Verwaltungsaufgaben übernahm die  Kreisdirektion Köthen.